# Juventudes del MPLA
Las Juventudes del Movimiento Popular de Liberación de Angola (JMPLA) es la principal organización de masas y organización de juventudes del Movimiento Popular de Liberación de Angola, junto con la organización femenina Organización de la Mujer Angoleña, el sindicato Unión Nacional de los Trabajadores Angoleños y la Organización de Pioneros Agostinho Neto. Fue fundada en 1962. Jonas Savimbi, líder de UNITA de 1966 hasta 2002, fue miembro de las JMPLA durante un tiempo a principios de la década de 1960.